# ديفيد فيرن ريد
ديفيد فيرن ريد (بالإنجليزية: David Vern Reed)‏ مواليد 1924-الوفاة 1989، كان كاتب أمريكي معروف بعمله على قصص باتمان المصورة خلال فترة الخمسينات حيث قام بتجديد طائرة الوطواط. كما قام بالاشتراك في صنع شخصية ديدشوت.

## روابط خارجية
- ديفيد فيرن ريد على موقع IMDb (الإنجليزية)